# Thetidia plusiaria
Thetidia plusiaria là một loài bướm đêm trong họ Geometridae.